# سم دومیت
سَم دومیت (انگلیسی: Sam Doumit؛ زادهٔ ۲۴ آوریل ۱۹۷۵) بازیگر اهل ایالات متحده آمریکا است. وی از سال ۱۹۹۸ تا کنون مشغول فعالیت بوده است.
از فیلم‌ها یا مجموعه‌های تلویزیونی که وی در آن‌ها نقش داشته است، می‌توان به بخش فوریت‌های پزشکی، سی‌اس‌آی، منتالیست و دختران داغ اشاره نمود.